# 流体機械
流体機械（りゅうたいきかい、Fluid Machinery）とは、流体と機械の間でエネルギー変換をする装置である。一般に機械的エネルギーは電動機などの駆動軸の回転運動エネルギーであるが、プロペラのように直接推力として用いられる場合もある。

## 歴史
人類が農耕を中心とする定住生活を始める上で最も重要な問題は水の確保であり、世界四大文明はいずれも大河の河口付近の肥沃な三角州に始まった。人口が増えるに従って、大量の飲料水と灌漑用水の確保が最大の問題となり、水道を建設し、下水道を整備し、大量の水を汲み上げる装置を考案した。紀元前1000年ごろから中国、ユーフラテス、ナイル地方で水車が使われていた。初期には竹や木材で作られた下掛け水車だったが、水路の構築とともに上掛け水車が使われるようになった。紀元前3世紀ごろエジプトでアルキメデスがアルキメディアン・スクリューを改良したと伝えられている。
はじめて風の力を利用して動力を取り出したのは船の帆であると考えられている。エジプトでは紀元前2800年ごろからナイル川やエジプト沿岸で帆船が使用された。風車は、フェニキア時代の帆船の三角帆から発展したと言われる。
それ以来、人類は水を汲み上げるポンプ、流れる水や空気から動力を取り出す水車・風車に様々な工夫を加えてきたが、今日の機械の原型となるような革新的技術が生まれたのは、ジェームズ・ワットが蒸気機関を発明して以降である。今日我々が目にする様々な機械は、産業革命以降に発展を遂げてきたものであり、例えば、鉱山の通気を目的として送風機が開発されたのは19世紀に入ってからである。
流体継手やトルクコンバーターなどターボ型流体伝動装置は、1905年にドイツのヘルマン・フェッティンガー（Hermann Föttinger）によって発明された。
過給機はその概念が1885年のゴットリープ・ダイムラーの特許にあらわれている。機械駆動式過給方式は1920年代にレーシングカー、市販のスポーツカーにおいて実用化された。排気タービン式過給方式は1905年にスイスのAlfred Büchiが特許を取得したが、耐熱性に優れた加工性の良い材料の登場を待たねばならなかったため実用化は遅れ、第一次世界大戦で開発が促進された航空用エンジンの分野でさえ、1917年にターボ過給のルノーエンジンを搭載した試験飛行が登場した程度である。本格的なターボ過給を実現したのは1938年のボーイングB-17搭載のエンジンであり、その後、航空機、建設機械、舶用、工業用、機関車用、一般乗用車エンジンへと普及した。

## 分類
流体機械の分類にはいくつか方法がある。

### 作動流体による分類
取り扱う流体（作動流体）の種類によって分類すると以下のようになる。

#### 液体機械
水や油などの液体を用いるものである。密度、粘度が比較的大きいため、空気機械より低速回転で運転される。圧力が低下しすぎるとキャビテーションが発生し性能低下につながるため、これを起こさないような構造が必要となる。
- ポンプ　液体を扱う被動機全般をポンプという。
- 油圧モーター
- 水車、発電用水車
- トルクコンバーター

#### 空気機械
空気その他のガスを扱う。密度、粘度が比較的小さいため、液体機械より高速回転で運転される。高圧ではガスは圧縮され、同時に温度が上昇することが液体機械との違いである。ただし比較的低圧である送風機の場合は圧縮性の考慮は必要ない。
- 圧縮機　空気を扱う被動機のうち、圧縮比2以上かつ吐き出し圧100kPa以上のもの。
  - ターボ圧縮機　遠心圧縮機・軸流圧縮機
  - 容積圧縮機　往復圧縮機・スクリュー圧縮機・スクロール圧縮機・ロータリー圧縮機
- 送風機
  - ブロワ　圧縮比1.1～2程度。ターボ型と容積型で製作される。
  - ファン　圧縮比1.1以下。主にターボ型で製作される。
- ガスタービンエンジン、ターボチャージャー、風車、真空ポンプなど
- 空気入れ

#### 蒸気機械
- 蒸気タービンなど

### 作動原理による分類

#### ターボ型
回転する羽根車を介して連続的にエネルギーを変換する。
- ターボポンプ、送風機、ターボ圧縮機
- 風車、ガスタービン、蒸気タービン

流れの方向によってさらに以下のように分類される。
遠心式
吸い込み流れと吐き出し流れが直交するものである。比較的少流量、高揚程の性能を示す。
- シロッコ扇風機など

斜流式
遠心式と軸流式の中間の形態を持つものである。性能上も遠心式と軸流式の中間をとる。
軸流式
吸い込み流れと吐き出し流れが平行であるものである。比較的多流量、低揚程の性能を示す。
- 扇風機、プロペラなど

横流式
クロスフローとも呼ばれる。

#### 容積型
連続的に流れ込む流体を一定量ごとに区切って独立した容器内に吸い込み、これを加圧あるいは減圧して容器から吐き出す。高圧、小流量に適し、油圧や空圧の分野で用いられる。
回転式
ロータの回転とともに押し退け室が移動して、流体を押し出す。
- 歯車ポンプ、ベーンポンプ、ねじポンプ、二葉式圧縮機、ベーン圧縮機、ねじ圧縮機など

往復式
シリンダ内を往復するピストンにより容積の増減を行う。
- ピストンポンプ、往復ポンプ、往復動圧縮機、空気入れなど

その他
- アルキメディアン・スクリューなど

#### 特殊型
- 渦流ポンプ：渦流による昇圧を利用する。構造が簡単で、低比速度のターボ形ポンプに相当する性能が要求される場合、たとえば家庭用井戸、自動販売機用飲料水、潤滑油等のポンプに使用される。再生ポンプ、カスケードポンプ、摩擦ポンプ、ウェスコポンプとも呼ばれる[1]。
- 粘性ポンプ：摩擦力を利用する。
- ジェットポンプ：ポンプ本体には機械的駆動部がなく、別の駆動用ポンプから送られた噴流の引き込み作用を利用する。低揚程、少吐出量で、腐食性液、深井戸用、固液二相流用のポンプとして使用される。噴流ポンプ、空気イジェクタとも呼ばれる[1]。
- 気泡ポンプ：液中に挿入した管端部分より圧縮空気を非連続的に噴出させて、気泡の浮力を利用し気液二相流として揚水管内を上昇させて揚液する。ポンプ本体には運動部分がなく構造が簡単であり、高温や微粒子を含んだ液でも揚液できる利点がある。温泉や、砂などを含む井戸用のポンプとして使用される[1]。
- 水撃ポンプ：水撃作用を利用する。動力が得られない高山などで用いられる。

### エネルギーの変換方向による分類
流体の力学的エネルギーと機械的エネルギーの変換の方向に着目して分類すると以下のようになる。原動機と被動機は方向が逆であるから、損失を考えなければ可逆的な関係にある。

#### 原動機
流体エネルギーを機械エネルギーに変換する。
- 油圧を使うもの
  - 油圧シリンダ：油圧のエネルギーを直線運動に変換する
  - 油圧モーター：油圧のエネルギーを回転運動に変換する
  - 揺動形アクチュエータ：油圧のエネルギーを首振り運動に変換する
- 空圧を使うもの
  - 空気シリンダ：気体のエネルギーを直線運動に変換する
  - 空気モーター：気体のエネルギーを回転運動に変換する。
    - 歯車モーター、ベーンモーター、ピストンモーターなど

  - 風力原動機
- 圧力モーター
- 水車、発電用水車
- 蒸気タービン、ガスタービン

#### 被動機
機械エネルギーを流体エネルギーに変換する。入力とする機械エネルギーには、電動機やタービンが用いられる。
- ポンプ、送風機、圧縮機、真空ポンプなど

#### 伝動装置
機械エネルギーを流体を仲介させて機械エネルギーに変換する。原動機と被動機を組み合わせた構造である。
- 流体継手、トルクコンバータなど

#### 流体エネルギーの伝達
流体エネルギーを流体エネルギーに変換する。
- ターボチャージャー、ポンプ水車、トルクコンバータなど

## 性能

### 流量
流体が非圧縮性の場合は体積流量、圧縮性の場合は質量流量またはノルマル立米で示される。

### 揚程
流体が液体の場合は揚程[m]で示されるが、気体の場合はこれを圧力[Pa]として表示される。

### 動力
流量と揚程の積を用いて表される。
{\displaystyle P=\rho gQH}

### 軸動力
被動機の駆動軸に入力される動力である。

### トルク
原動機の軸にかかるトルクである。

### 性能曲線
以上の性能は運転状態によって変化する。それをグラフで図示したものが性能曲線である。グラフの形式は分野によって異なり、ポンプや送風機・圧縮機では横軸を流量に、真空ポンプでは吸込み圧力に、水車では回転速度に、流体継手では速度比（出力軸回転速度／入力軸回転速度）にとって他の性能値をプロットする。

### 損失と効率
流体機械を運転させると必ずエネルギー損失が生じる。入力エネルギーに対する出力エネルギーの割合を効率という。損失には
- 機械損失：軸受けやシールでの摩擦、羽根車の背面などエネルギー変換に直接関係のない部分での流体との摩擦による損失
- 水力損失：流体が機械の中を流れる際に生じる、摩擦、二次流れ、剥離などの流体力学的損失
- 漏れ損失：羽根車など回転部とケーシングなど静止部の間にある隙間を通る漏れ流量に伴う損失

の3つがあり、それに対応して効率も3つに分類される。
具体的な効率の値についてはエネルギー効率を参照のこと。

#### 被動機の場合
軸動力（駆動軸に入力される動力）P0 に対する水動力（実際に流体に与えられる動力）P の割合を全効率ηといい、
{\displaystyle \eta ={\frac {P}{P_{0}}}={\frac {P_{0}-P_{\mathrm {m} }}{P_{0}}}\cdot {\frac {\rho gQ(H_{\mathrm {th} }-H_{\mathrm {l} })}{\rho g(Q+q)H_{\mathrm {th} }}}=\eta _{\mathrm {m} }\eta _{\mathrm {h} }\eta _{\mathrm {v} }}
のように3つの効率に分解される。ただし
- {\displaystyle \eta _{\mathrm {m} }={\frac {P_{0}-P_{\mathrm {m} }}{P_{0}}}}：機械効率
  - Pm ：機械損失
- {\displaystyle \eta _{\mathrm {h} }={\frac {H_{\mathrm {th} }-H_{\mathrm {l} }}{H_{\mathrm {th} }}}}：水力効率
  - Hth ：理論揚程
  - Hl ：水力損失による損失揚程
- {\displaystyle \eta _{\mathrm {v} }={\frac {Q}{Q+q}}}：体積効率
  - Q ：流量
  - q ：漏れ流量

#### 原動機の場合
流量Q の流体が全揚程H で羽根車に流入するので入力P0 は
{\displaystyle P_{0}=\rho gQH}
となり、この入力に対する羽根車の有効出力P の割合、すなわち全効率ηは
{\displaystyle \eta ={\frac {P}{P_{0}}}={\frac {P}{P+P_{\mathrm {m} }}}\cdot {\frac {\rho g(Q-q)(H-H_{\mathrm {l} })}{\rho gQH}}=\eta _{\mathrm {m} }\eta _{\mathrm {h} }\eta _{\mathrm {v} }}
となる。ただし
- {\displaystyle \eta _{\mathrm {m} }={\frac {P}{P+P_{\mathrm {m} }}}}：機械効率
  - Pm ：機械損失
- {\displaystyle \eta _{\mathrm {h} }={\frac {H-H_{\mathrm {l} }}{H}}}：水力効率
  - Hl ：水力損失による損失揚程
- {\displaystyle \eta _{\mathrm {v} }={\frac {Q-q}{Q}}}：体積効率
  - q ：漏れ流量

## 理論

### 無次元数を用いた解析
流体機械の性能には機械の寸法、形状はもちろんのこと、作動流体の密度、粘度、圧縮性や、羽根車の回転数など運転条件によっても変化し、そこには多数の物理量が影響している。そのため解析をそのまま行うことは困難である。そこでパラメータを減らすために、流体力学の他の分野でも行われるように、相似則や次元解析といった手法を用いる。
ターボ型の場合、羽根車の直径D [m]、回転数n [s-1]、作動流体の密度ρ[kg/m3]を基準値として用い他の物理量を無次元化（正規化）する。
- 流量Q [m3/s]は羽根車直径D の3乗と回転数n に比例するので、これらで無次元化し流量係数{\displaystyle \phi ={\frac {Q}{D^{3}n}}}として考える。
- 圧力p [Pa]は流体密度ρ[kg/m3]と羽根車直径D [m]の2乗と回転数n [s-1]の2乗に比例するので、圧力係数{\displaystyle \psi ={\frac {p}{\rho D^{2}n^{2}}}}とする。
- 動力P [W]は流体密度ρ[kg/m3]と羽根車直径D [m]の5乗と回転数n [s-1]の3乗に比例するので、動力係数{\displaystyle \tau ={\frac {P}{\rho D^{5}n^{3}}}}とする。
- 粘度μ[kg/(m s)]はレイノルズ数{\displaystyle Re={\frac {\rho D^{2}n}{\mu }}}とする。ただし、レイノルズ数が大きい(流体の粘度が小さい、または回転数が大きい）場合、レイノルズ数の性能への影響は小さいため、このパラメータは無視されることが多い。
- 音速a [m/s]はマッハ数{\displaystyle Ma={\frac {Dn}{a}}}とする。ただし、流体の圧縮性が無視できる場合はこのパラメータは無視される。
- 比速度

{\displaystyle n_{\mathrm {s} }=n{\frac {\sqrt {Q}}{H^{3/4}}}}
または
{\displaystyle n_{\mathrm {s} }=n{\frac {\sqrt {P}}{H^{5/4}}}}
をターボ型流体機械の分類法として用いることがある。

### 速度三角形
増速増圧の原理は速度三角形を用いて説明される。
油圧装置 とは油圧を使用して作動する装置全般を表す。

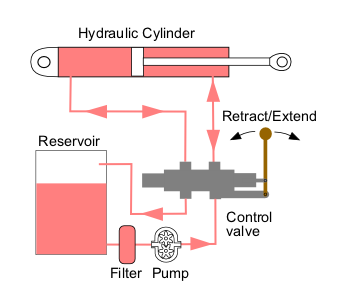
シンプルな「オープンセンター」油圧回路

外部の駆動源(電動機や発動機)を元に油圧ポンプを動かし、それによって得られる圧力を持った作動流体(作動油)によってアクチュエータ(油圧モータ、油圧シリンダ)を動作させて求める仕事をする。油圧ショベルなどの建設機械やフォークリフトなどの産業車両、トラクタなどの農業機械、ダンプトラックなどの特装車の駆動源として必ずといって良いほど採用されている。また製鉄機械や工作機械、射出成型機などの一般産業機械の駆動源としても長い間使われており、現代社会において欠かせない物となっている。
他に建築物の免震装置にも使用される。
近年、射出成型機やサーボプレスでは電動化が進展しつつある。
空気ブレーキを除く自動車の液圧式ブレーキやクラッチの断続機構も油圧装置の一種と見ることができる。